# Флаг Бахмутского района
Флаг Бахмутского района — официальный символ Бахмутского района Донецкой области, утверждённый 19 июля 2001 года решением №3/16-1 сессии Бахмутского районного совета.

## Описание
Флаг представляет собой горизонтальное прямоугольное полотнище с соотношением ширины к его длине 2:3. Полотнище разделено по ширине на три равновеликие горизонтальные полосы — синюю, зелёную и чёрную. В верхней части по линии разделения синей и зелёной полос изображены две жёлтых колоса, расположенные горизонтально.

## Символика
- Синий цвет символизирует воду и небо.
- Зеленый представляет собой достаток.
- Чёрный — это каменный уголь и железная руда.